# Hypena ensalis
Hypena ensalis là một loài bướm đêm trong họ Erebidae.